# Глумово (Ивановская область)
Глумово — село в Гаврилово-Посадском районе Ивановской области России, входит в состав Новосёлковского сельского поселения.

## География
Село расположено в 3 км на запад от центра поселения села Новосёлка и 11 км на северо-запад от райцентра города Гаврилов Посад.

## История
Время основания в селе церкви не известно, но во второй половине XVIII столетия она значится самостоятельной приходской церковью. В 1838 году на средства прихожан была построена каменная церковь с колокольней и оградой вместо бывшей ветхой деревянной церкви. Престолов в церкви было три: в настоящей холодной — в честь Покрова Пресвятой Богородицы и в теплых приделах: во имя святого пророка Ильи и во имя святого апостола и евангелиста Иоанна Богослова. В 1893 году приход состоял из одного села Глумова, в котором значилось 89 дворов, мужчин — 321, женщин — 395. В 1895 году в селе была открыта школа грамоты, помещавшаяся в церковной сторожке. В годы Советской Власти церковь была полностью разрушена.
В конце XIX — начале XX века село входило в состав Глумовской волости Юрьевского уезда Владимирской губернии.
С 1929 года село входило в состав Новосёлковского сельсовета Гаврилово-Посадского района, с 2005 года — в составе Новосёлковского сельского поселения.

## Население
| 1859 | 1897 | 1905 | 2010 |
| ---- | ---- | ---- | ---- |
| 495  | ↗668 | ↗754 | ↘105 |